# Расковинський Цезар Сильвестрович
Цезар Сильвестрович Расковинський — навідник гармати артилерійської батареї 286-го гвардійського стрілецького полку 94-ї гвардійської стрілецької дивізії 69-ї армії 2-го Українського фронту, гвардії сержант.

## Життєпис
Народився 29 березня 1915 року на хуторі Верхні Мальці села Виступовичі в селянській сім'ї. Українець. Член ВКП(б) з 1943 року. Закінчив неповну середню школу. Працював трактористом в колгоспі.
У 1938 році призваний у ряди Червоної Армії. У боях німецько-радянської війни з 1942 року. Бився на Сталінградському, Воронежському і 2-му Українському фронтах.
У липні 1943 року 286-й гвардійський стрілецький полк вів бій за село Шашино на північний схід від Білгорода. 11 липня 1943 року, після могутнього артилерійського, мінометного і авіаційного удару на бойові порядки гвардійського полку рушили фашистські танки. Під прикриттям сталевих громад ішли психічною атакою гітлерівські солдати.
Танки рвалися і на вогняні позиції артилерійської батареї, де стояла гармата Ц. С. Раськовинського. Команда, постріл, і «Тигр» завмер на місці. Другою, огинувши підбиту машину, кинувся до гармати. Смертельно поранений командир гармати. Один за іншим гинуть бойові друзі-артилеристи. Гвардії сержант Ц. С. Раськовинський залишився один, але продовжував вести вогонь. І ось ворожий танк буквально перед стволом гармати закутався клубами диму.
Бій продовжувався. Ц. С. Раськовинський сам підносив снаряди, сам заряджав і сам стріляв. У смерчі вибухів стояла його гармата — з розжареним стволом, поранена, але грізна і неприступна для ворога.
Вивергаючи смертоносний вогонь, йшли і йшли танки гітлерівців. Але гармата, у якого діяв єдиний радянський солдат, не здавалася. Гітлерівські сталеві чудовиська виявилися безсилими проти стійкості, мужності, відваги і героїзму радянського воїна. Перед гарматою гвардійця-артилериста палало вже шість ворожих машин. На цій ділянці ворог не пройшов.
А всього за дні липневих боїв на Курській дузі гвардії сержант Ц. С. Раськовинський підпалив 12 фашистських танків, 6 бронетранспортерів і знищив до сотні гітлерівських солдатів.

7 грудня 1943 року Цезар Сильвестрович Раськовинський загинув у бою в районі Нової Праги Кіровоградської області. Похований у селі Грігорьевка Новопражського району.
Указом Президії Верховної Ради СРСР від 24 грудня 1943 року за мужність, проявлену в битві на Курській дузі, гвардії сержантові Цезареві Сильвестровичеві Раськовінському посмертно привласнено звання Героя Радянського Союзу.
Нагороджений орденом Леніна, орденом Вітчизняної війни I ступеня, орденом Червоної Зірки, медалями.